# 太田輪中

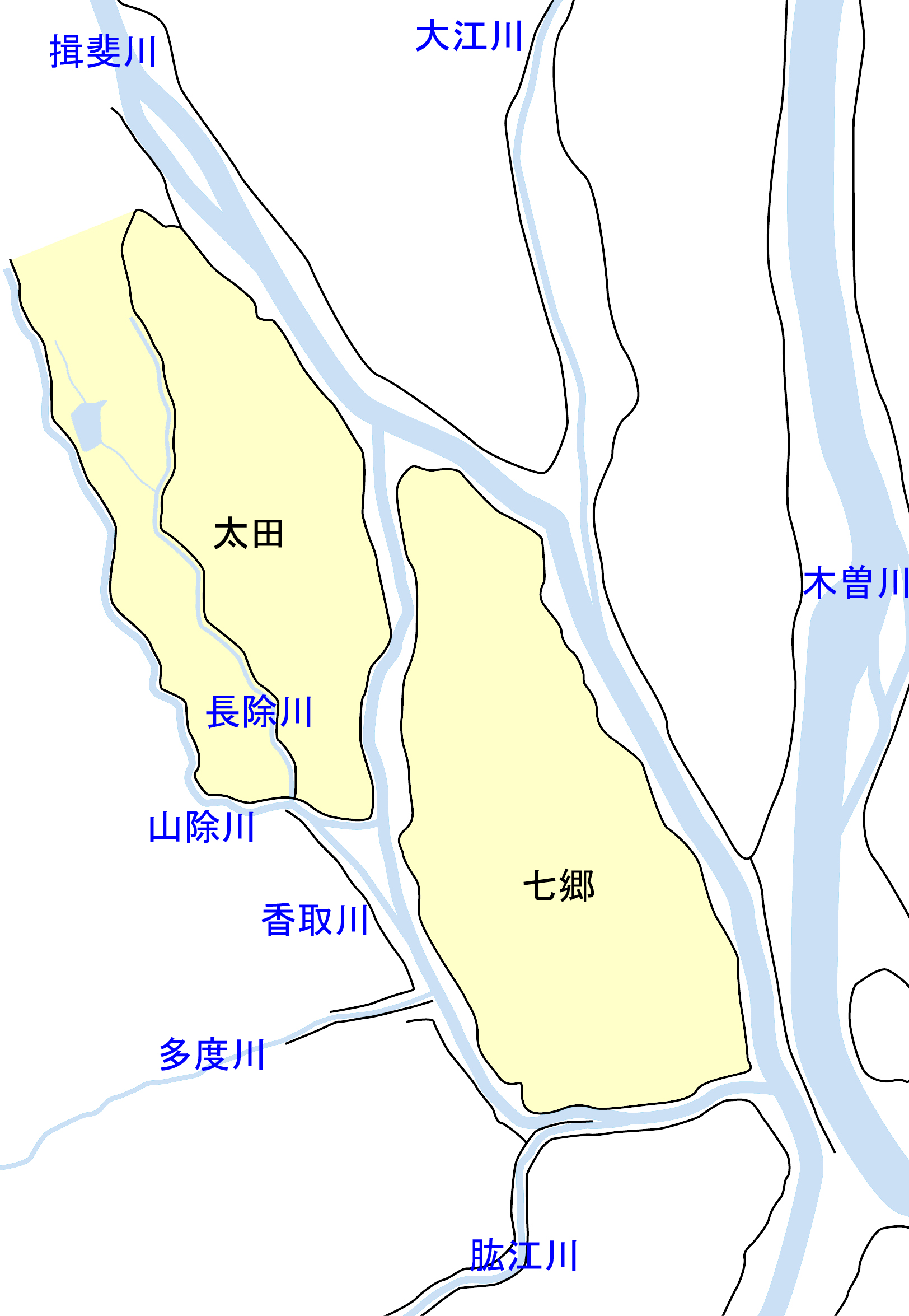
太田輪中および七郷輪中と周辺の河川の様子

太田輪中（おおたわじゅう）とは、岐阜県西濃の揖斐川右岸にあった輪中。

## 地理

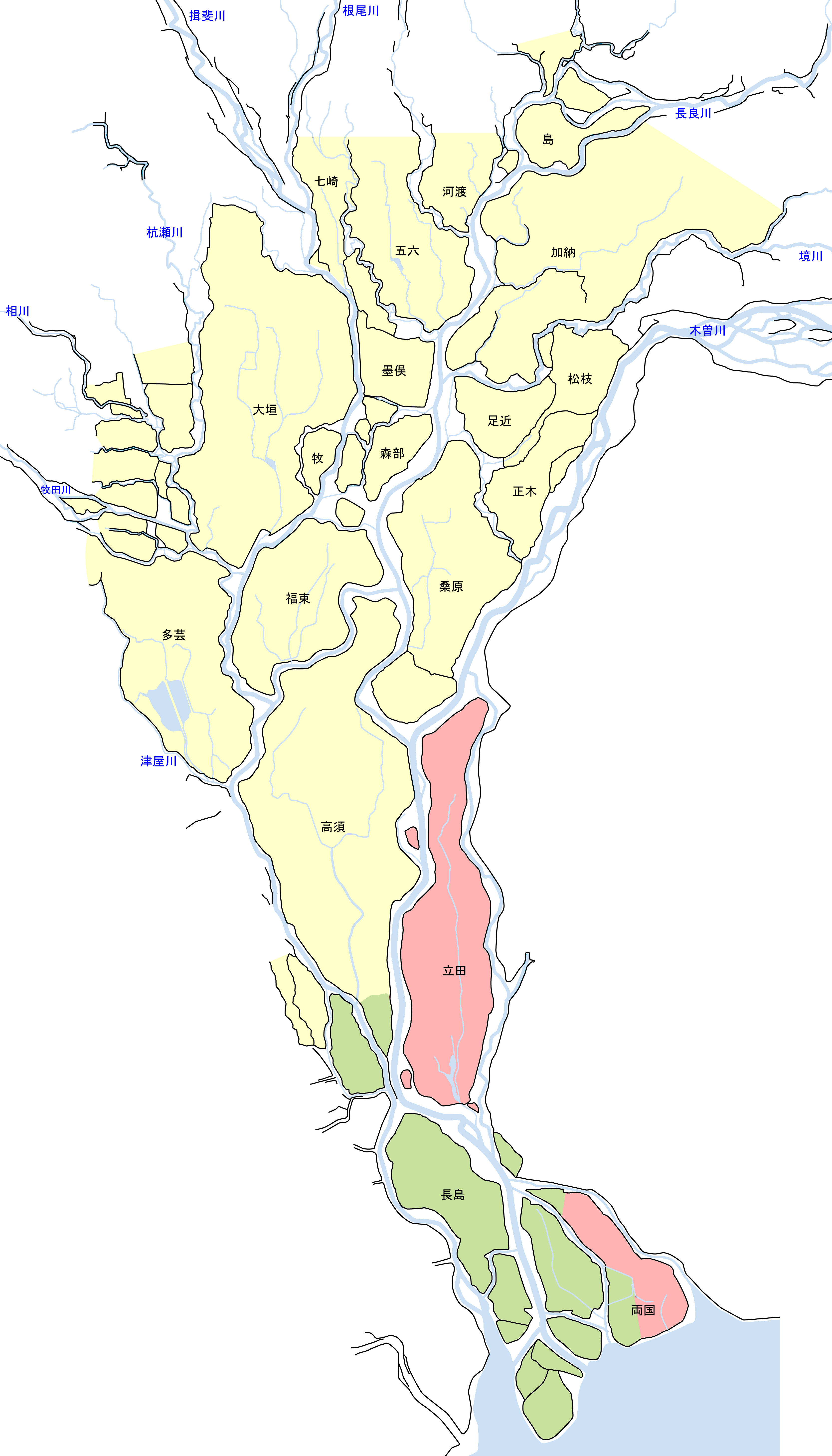
明治時代初期の輪中地帯の様子（黒字は主要な輪中名、水色線・青字は主要な河川、着色は黄が美濃国（岐阜県）・赤が尾張国（愛知県）・緑が伊勢国（三重県））

現在の海津市の旧南濃町の南部域が相当する。東を揖斐川・西を養老山地に挟まれた南北に細長い輪中で、揖斐川沿いと養老山地から流入する水を防ぐために人工的に作られた山除川沿いに堤防を持つが、北側は扇状地の高位部にあたるため堤防は持たない。山除川は太田輪中西側から南側へと輪中の周囲を迂回するように流れ、逆側の輪中東側で揖斐川へと合流する。
輪中のほぼ中央には南北に縦断する約3.3キロメートルの中堤があり、中堤西側に外新田・中島村・下境村・下一色村、中堤東側に太田新田・大境新田の6集落があったが、中堤西側には山除川の西（太田輪中の堤外）に集落のあった太里村・内新田・松山村の土地が含まれる珍しい形態となっていた。

## 歴史

### 輪中形成
江戸時代以前は山除川が揖斐川に合流するために北寄りに流れる河道を、遡るように揖斐川派川の香取川（境川）が流れており、太田輪中南端で山除川と合流した後に南流して多度川・肱江川とも合流し、現在の多度川筋で揖斐川に再合流していた。
太田輪中の成立時期ははっきりとしないが、中堤西側および堤外の5村（太里村・松山村・中島村・下境村・下一色村）は近世以前に成立していた。中堤西側の内新田の土地の開発が1644年（正保元年）であることから、この頃に山除川堤防と中堤に挟まれた西側部分の輪中（西輪中とも呼ばれる）が成立したと考えられる。
中堤東側の地域も、太田新田は1647年（正保4年）の検地の記録があること、大境新田が1648年（慶安元年）に大垣藩によって開発されたとする史料があることから、西側の開発から間もない時期に開発されたことが窺える。
中堤は最初に築いた西側地域の所有であったが、西側にとっては中堤の向こう側が開発されたことよって中堤は不要となっており、仮に壊れても西側の悪水排除には有利に働くことから、修復されずに放置されたために東側は悪水に悩まされることとなる。また東側の2つの新田でも間に築かれた除をめぐった争いがあり、この対立は明治時代に入っても続いたため長らく統一した水防共同体が組織できなかった。

### 木曽三川分流工事
ヨハニス・デ・レーケの計画に基づく明治時代の木曽三川分流工事では、1990年（明治33年）以降の第3期工事で工事が行われた。
香取川が廃川となり、香取川の河道跡は山除川が揖斐川に合流する河道として使用された。また、太田輪中南端で山除川と合流していた長除川は北へと流し、太田輪中の北部域で揖斐川に合流するように変更された。